# 吉原由香里
吉原 由香里（1973年10月4日—），本姓梅泽，婚後從夫姓，隸屬於日本棋院。日本围棋六段女棋手。东京都人，身高1.62米，O型血。日本名誉王座加藤正夫的弟子。
她积极推动围棋在日本的普及。她参与编纂的著名漫画《棋魂》在日本青少年中大受欢迎。由香里也多次在电视节目中讲解比赛和作其他推广活动。

## 經歷
慶應義塾大學环境情报学部毕业。
- 1985年 12歳取得全日本業餘女性圍棋選手權戰第八名
- 1987年 拜加藤正夫九段為師、2月成為日本棋院的院生
- 1993年8月 全日本學生本因坊戰第三名
- 1994年5月 全日本業餘本因坊戰東京都大會優勝
- 1994年11月 在第5回國際業餘雙人圍棋選手權戰，和坂井秀至搭配並取得優勝
- 1995年3月 全國女流業餘圍棋選手權選戰第三名
- 1995年12月 女棋士特別採用考試（職業考試）合格
- 1996年3月 慶應義塾大學環境情報學部畢業
- 1996年4月 入段
- 1998年7月 二段
- 1999年8月 三段
- 2000年6月 四段
- 2002年1月 和職業足球選手吉原慎也結婚，改姓吉原
- 2002年9月 五段
- 2002年 第4期女性職業最強戰準優勝
- 2003年 女流鶴聖戰準優勝
- 2004年 贏得第22回電視台圍棋節目制作者會獎
- 2005年5月 就任國際圍棋連盟理事
- 2007年2月28日 贏得女流棋聖
- 2008年2月 擊敗挑戰者向井千瑛二段，女流棋聖二連霸。
- 2009年2月12日 以2:1的比數擊敗加藤啟子六段，達成女流棋聖三連霸。
- 2010年1月 以2:0的比數敗給台灣旅日好手謝依旻，失去女流棋聖后冠。
- 2013年2月 六段

## 家庭
丈夫為日本J聯盟足球球員吉原慎也，擔任守門員。兩人育有一子，長子在2011年3月出生。2011年4月，變更在日本棋院登錄之名稱為吉原由香里。

## 著作
- 『あなたも夢中!レディース圍棋—なによりやさしくだれにでもわかる圍棋入門書の決定版 生活實用系列』 日本放送出版協會 1999年（穂坂繭、小林泉美と共著）
- 『みんなの圍棋入門—よくわかるすぐ打てる』 池田書店 2000年
- 『梅澤由香里流すぐに打てる9路盤 NHK圍棋系列』 日本放送出版協会 2000年
- 『ゆかり先生のやさしい圍棋入門—一日ですぐにおぼえられるよ!』 主婦と生活社 2002年
- 『1から始める梅澤由香里の碁 NHK趣味悠々』 日本放送出版協会 2004年

## TV演出
- 1996年4月 NHK教育電視台「圍棋の時間」司会兼聞き手
- 1998年2月 NHK教育電視台「あなたも夢中レディース圍棋」
- 1998年4月 NHK教育電視台「圍棋の時間」圍棋講座「レッツ碁」
- 1998年10月 NHK教育電視台「圍棋の時間」圍棋講座「続 レッツ碁」
- 2004年7月 NHK教育電視台 趣味悠々「1から始める梅澤由香里の碁」

## 戰績
- 日本國內戰績

| 頭銜     | 年份             | 期數                   |
| -------- | ---------------- | ---------------------- |
| 女流棋聖 | 2007、2008、2009 | 第10期、第11期、第12期 |

## 外部連結
- （日語）日本棋院「梅澤由香里的首頁」
- （日語）梅澤由香里官方網站「Yukari House」（页面存档备份，存于）
- （日語）梅澤由香里的徒然日記（部落格） （页面存档备份，存于）
- （日語）AIN'T Official Web Site「梅澤由香里」
- （日語）梅澤由香里氏訪談（Innovative One）
- （日語）TOM棋聖道場「梅澤由香里」